# Ann Cleeves
Ann Cleeves, född 1954, är en brittisk kriminalförfattare, främst känd för sina romanserier om Vera Stanhope, Jimmy Perez respektive Matthew Venn som alla blivit olika TV-serier (Ett fall för Vera, Shetland respektive Kommissarie Venn).
Hon belönades 2006 med The Duncan Lawrie Dagger-priset för romanen Svart som natten, och 2017 fick hon CWA Diamond Dagger för sitt författarskap.

## Biografi
Ann Cleeves växte upp på den engelska landsbygden, först i Herefordshire, därefter i North Devon. Fadern arbetade som lärare. Cleeves studerade engelska vid University of Sussex, men hoppade av. Hon hade därefter många tillfälliga jobb, som barnavårdsarbetare och kokerska på ett fågelobservatorium, innan hon skaffade sig utbildning som övervakare. Det var när hon arbetade på ett fågelobservatorium på Fair Isle på Shetlandsöarna, som hon träffade sin blivande make Tim, som var ornitolog. De gifte sig och flyttade till den lilla ön och naturreservatet Hilbre i floden Dees estuarium, där de var de enda boende. Då det inte fanns mycket att göra där, om man inte var intresserad av fåglar, så började Ann Cleeves att skriva. Paret fick två döttrar och flyttade 1987 till Northumberland. Hon startade läsgrupper för intagna i fängelser. Maken Tim avled i december 2017.
Cleeves böcker har översatts till 20 språk, och blivit bestsellers i Tyskland och Skandinavien.
Hennes Vera Stanhope-romaner har blivit till TV-serien Ett fall för Vera och hennes Jimmy Perez-romaner har blivit till TV-serien Shetland. Boken med den svenska titeln Albatross har blivit TV-serien Kommissarie Venn.

### George & Molly-romanerna
- A Bird in the Hand (1986)
- Come Death and High Water (1987)
- Murder in Paradise (1988)
- A Prey to Murder (1989)
- Another Man's Poison (1992)
- Sea Fever (1993)
- The Mill on the Shore (1994)
- High Island Blues (1996)

### Inspektör Ramsay-romanerna
- A Lesson in Dying (1990)
- Murder in My Backyard (1991)
- A Day in the Death of Dorothea Cassidy (1992)
- Killjoy (1993)
- The Healers (1995)
- The Baby Snatcher (1997)

### Vera Stanhope-romanerna
- The Crow Trap (1999)
- Telling Tales (2005)

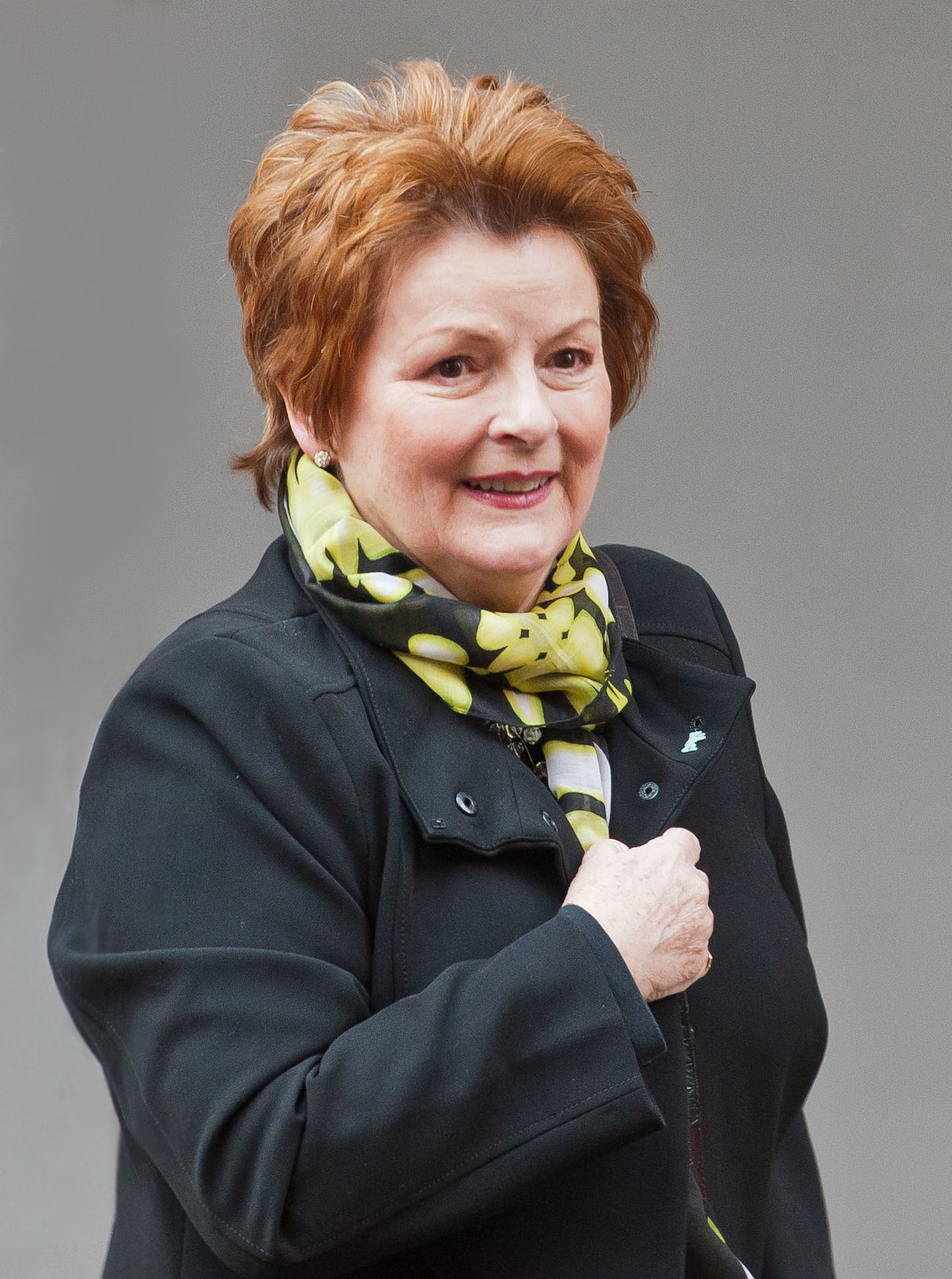
Brenda Blethyn spelar Vera Stanhope i TV-serien som är baserad på Cleeves romaner och karaktärer.

- Hidden Depths (2007), sv. Dolda djup (2011)
- Silent Voices (2011), sv. Döda talar inte" (2012)
- The Glass Room (2012), sv. Glasverandan (2013)
- Harbour Street (2014)
- The Moth Catcher (2015)
- The Seagull (2017)
- The Darkest Evening (2020)
- The Rising Tide (2022)
- The Dark Wives (2024)

Romanserien har även blivit TV-serie (Ett fall för Vera).

### Shetland Island-serien
- Raven Black (2006), sv. Svart som natten (2007)
- White Nights (2008), sv. Vita nätter (2008)
- Red Bones (2009), sv. Rött stoft (2009)
- Blue Lightning (2010), sv. Blå gryning (2010)
- Dead Water (2013), sv. Dött vatten (2015)
- Thin Air (2014), sv. Tomma luften (2016)
- Cold Earth (2016), sv. Mörk jord (2017)
- Wild Fire (2018), sv. Vild eld (2018)

Romanserien har även filmatiserats som TV-serien Shetland.

### North Devon-serien (eng. Two Rivers)
- The Long Call (2019), sv. Albatross (2020)
- The Heron's Cry (2021), sv. Häger (2022)
- The Raging Storm (2023), sv. Stormfågel (2024)

Den första romanen har filmatiserats som TV-serien Kommissarie Venn.

### Andra romaner
- The Sleeping and the Dead (2001)
- Burial of Ghosts (2003)

## Priser och utmärkelser
- The Duncan Lawrie Dagger 2006 för Raven Black (Svart som natten)
- CWA Diamond Dagger 2017.
- Hedersdoktor vid University of Sunderland 2014.
- Officer i Brittiska imperieorden (OBE), 2022.
- Hedersdoktor vid Newcastle University 2022.